# Admete (chi ốc biển)
Admete là một chi ốc biển kích thước trung bình-nhỏ, là động vật thân mềm chân bụng sống ở biển trong họ Cancellariidae.

## Các loài
Theo Cơ sở dữ liệu sinh vật biển (WoRMS), các loài sau với danh pháp hợp lệ được xếp vào chi Ademete:
- Admete aethiopica Thiele, 1925
- Admete antarctica (Strebel, 1908)
- Admete arctica (Middendorff, 1849)
- Admete bruuni Knudsen, 1964
- Admete californica (Dall, 1908) - California admete
- Admete choshiensis Shikama, 1962
- Admete circumcincta (Dall, 1873)
- Admete enderbyensis Powell, 1958
- Admete frigida Rochebrune & Mabille, 1885
- Admete globularis E.A. Smith, 1875
- Admete gracilior (Carpenter, 1869) - slender admete
- Admete grandis Mørch, 1869
- Admete haini Numanami, 1996
- Admete harpovoluta Powell, 1957
- Admete hukuiensis Nomura, 1940
- Admete magellanica (Strebel, 1905)
- Admete microsoma (Dall, 1908)
- Admete modesta (Carpenter, 1864)
- Admete ovata E.A. Smith, 1875
- Admete philippii Ihering, 1907
- Admete regina Dall, 1911 - noble admete
- Admete rhyssa Dall, 1919
- Admete sadko Gorbunov, 1946
- Admete schythei (Philippi, 1855)
- Admete seftoni Berry, 1956
- Admete specularis (Watson, 1882)
- Admete tabulata Sowerby, 1875
- Admete tenuissima Okutani & Fujikura, 2002
- Admete unalashkensis (Dall, 1873)
- Admete viridula (Fabricius, 1780) - miền bắc admete)
- Admete watanabei Shikama, 1962
- Admete woodworthi Dall, 1905

Names that have become synonyms
- Admete couthouyi (Jay, 1839) - miền bắc admete: đồng nghĩa của Admete viridula (Fabricius, 1780)
- Admete laevior Leche, 1878: đồng nghĩa của Admete viridula (Fabricius, 1780)
- Admete microscopica Dall, 1889: đồng nghĩa của Microcancilla microscopica (Dall, 1889)
- Admete nodosa Verrill and Smith, 1885: đồng nghĩa của Brocchinia nodosa (Verrill & S. Smith, 1885)